# Rodolfo Oroz
Rodolfo Oroz Scheibe (* 8. Juli 1895 in Santiago de Chile; † 13. April 1997 ebenda) war ein chilenischer Latinist, Romanist und Hispanist baskischer Abstammung.

## Leben und Werk
Rodolfo Oroz studierte an der Universität Leipzig. Ab 1933 wirkte er an der Universität von Chile, zuerst im Pädagogischen Institut, ab 1944 im Philologischen Institut. Von 1959 bis 1980 war er Präsident der Academia Chilena de la Lengua, die den Premio Doctor Rodolfo Oroz (für sprachwissenschaftliche Arbeiten) stiftete, der nach ihm benannt ist.
Rodolfo Oroz wurde 1966 für La lengua castellana en Chile der Premio Atenea und 1978 der Premio Nacional de Literatura de Chile verliehen.

## Werke
- Gramática latina, Santiago de Chile 1932, 4. Auflage 1956
- Nuevo diccionario de la lengua castellana, Santiago de Chile 1943
- Don Marcelino Menéndez y Pelayo y la poesía latina, Santiago de Chile 1957
- Diccionario de la lengua castellana, Santiago de Chile 1964, 15. Auflage 2007
- La lengua castellana en Chile, Santiago de Chile 1966
- Los Animales en la poesía de Gabriela Mistral, Santiago de Chile 1987
- Estudios mistralianos de Rodolfo Oroz, hrsg. von Alfredo Matus Olivier, Santiago de Chile 1995, 2000